# Премія імені Дмитра Яворницького
Премія імені Дмитра Яворницького Національної спілки краєзнавців України — щорічна загальноукраїнська краєзнавча премія, яку присуджують окремим краєзнавцям, колективам краєзнавців або краєзнавчим організаціям і установам за вагомий внесок у справу вивчення, дослідження і популяризації історико-культурних і природних багатств рідного краю.
Лауреатів визначає Національна спілка краєзнавців України.

## Лауреати

### 1991 рік
- Киценко Микола Петрович (посмертно) — ініціатор створення Національного заповідника «Хортиця», організатор краєзнавчого руху на Запоріжжі;
- Дніпропетровський історичний музей ім. Д. Яворницького[1].

### 1993 рік
- Бондаренко Геннадій Васильович — Професор кафедри археології та спеціальних історичних дисциплін Волинського національного університету імені Лесі Українки;
- Михайлюк Олексій Григорович — професор Волинського національного університету імені Лесі Українки, співголова Волинського краєзнавчого товариства;
- Кічий Іван Васильович — професор Волинського національного університету імені Лесі Українки;
- Франчук Євген Іванович — професор Волинського національного університету імені Лесі Українки;
- Заброварний Богдан Йосипович — професор Волинського національного університету імені Лесі Українки;
- Сікорський Михайло Іванович — директор Державного історико-культурного заповідника «Переяслав»;
- Черкаський обласний краєзнавчий музей
- Чхан Михайло Антонович — український поет, член НСПУ.
- Відділ «Україніка» Харківської державної наукової бібліотеки ім. В. Г. Короленка

### 1994 рік
- Чабан Микола Петрович — краєзнавець, журналіст, письменник.

### 1996 рік
- Чернігівський обласний історичний музей імені Василя Тарновського

### 1991—1996 роки[2]
- Шевченко Федір Павлович — доктор історичних наук, професор.
- Інститут історії України НАН України
- Музей народної архітектури та побуту України
- Львівський історичний музей
- Полтавський обласний краєзнавчий музей
- Центральна наукова бібліотека ім. В. Вернадського НАН України
- Державна історична бібліотека України

### 1997 рік
- Кафедра історіографії, джерелознавства та археології Харківського національного університету ім. В. Н. Каразіна
- Лавренюк Венедикт Антонович — директор Тернопільського обласного краєзнавчого музею

### 1998 рік
- Дунаєвецька районна бібліотека Хмельницької області
- Сарбей Віталій Григорович — завідувач відділом к.XVIII — поч.XX ст. Інституту історії України НАНУ, д.і.н., професор

### 2001 рік
- Добров Петро Васильович — український історик, професор, доктор історичних наук, декан історичного факультету Донецького національного університету
- Бут Олександр Микитович — доктор історичних наук, професор кафедри історії слов'ян Донецького національного університету

### 2003 рік
- Гайдай Лідія Іванівна — доцент кафедри археології, давньої та середньовічної історії України Волинського національного університету імені Лесі Українки

### 2005 рік
- Баженов Лев Васильович — директор Центру дослідження історії Поділля (Хмельницька обл.).
- Гуртовий Григорій Олександрович — директор Торчинського народного історичного музею (Волинська обл.).
- Рибак Іван Васильович -завідувач кафедри історії народів Росії та спеціальних історичних дисциплін Кам'янець-Подільського державного університету.
- Савчук Віктор Олексійович — перший заступник головного редактора журналу «Краєзнавство».

### 2008 рік
- Арсенич Петро Іванович — доцент Прикарпатського університету ім. В.Стефаника;
- Іщенко Михайло Єфремович — один із фундаторів Всеукраїнської спілки краєзнавців, діяч краєзнавчого руху на Черкащині (м. Канів).
- Шкода В'ячеслав Євгенович — член правління Кіровоградської обласної організації Всеукраїнської спілки краєзнавців, активіст краєзнавчого руху на Кіровоградщині.
- Реєнт Олександр Петрович — доктор історичних наук, професор, член-кореспондент НАН України, лауреат Державної премії України в галузі науки і техніки України, заслужений діяч науки і техніки України, лауреат премії НАН України ім. М. Костомарова, заступник директора Інституту історії України НАН України, заступник головного редактора «Українського історичного журналу».

### 2009 рік
- Устименко Василь Євдокимович — відомий краєзнавець, автор, співавтор і упорядник понад 20 книг з історії Чернігівського краю, один з фундаторів Служби спеціального фельд'єгерського зв'язку незалежної України, держслужбовець 2-го рангу, Лауреат літературної премії ім. М. Коцюбинського, народний посол України, дійсний член Товариства «Інтелект нації», подвижник збереження історико-культурної спадщини України, генерал-майор внутрішньої служби України.

### 2010 рік
- Слободян Василь Михайлович — керівник відділу інституту «Укрзахідпроектреставрація» (м. Львів)[3]

### 2011 рік
- Силюк Анатолій Михайлович — директор Волинського краєзнавчого музею[4].

### 2012 рік[5]
- Білоусько Олександр Андрійович — директор Центру по дослідженню історії Полтавщини Полтавської обласної ради, Заслужений вчитель України;
- Костриця Микола Юхимович — президент Товариства дослідників Волині, перший голова Житомирської обласної організації Всеукраїнської спілки краєзнавців (нині — НСКУ), доктор географічних наук, професор, відмінник народної освіти України.
- Малаков Дмитро Васильович — відомий києвознавець і музеєзнавець.

### 2013 рік[6]
- Андрущенко Віктор Петрович — ректор Національного педагогічного університету ім. М.Драгоманова, доктор філософських наук, професор, академік НАПН України, член-кореспондент НАН України;
- Бакіров Віль Савбанович — ректор Харківського національного університету ім. В. Н. Каразіна, доктор соціологічних наук, професор, академік НАН України;
- Бушин Микола Іванович — завідувач кафедри історії України Черкаського державного технологічного університету, доктор історичних наук, професор;
- Косило Михайло Юрійович — голова правління Івано-Франківської обласної організації Національної спілки краєзнавців України, директор Івано-Франківського обласного державного центру туризму і краєзнавства учнівської молоді МОН України;
- Швидько Ганна Кирилівна — професор кафедри історії та політичної теорії Національного гірничого університету.

### 2014 рік[7]
- Качкан Володимир Атаназійович — завідувач кафедри українознавства, доктор філологічних наук, професор, академік, заслужений діяч науки і техніки;
- Коцур Віктор Петрович — ректор Державного вищого навчального закладу «Переяслав-Хмельницький державний педагогічний університет імені Григорія Сковороди»;
- Мельниченко Василь Миколайович — професор кафедри архівознавства, новітньої історії та спеціальних історичних дисциплін Черкаського національного університету імені Богдана Хмельницького, кандидат історичних наук, голова правління Черкаської обласної організації Національної спілки краєзнавців України.

### 2015 рік[8]
- Дмитренко Микола Костянтинович — фольклорист, етнограф, краєзнавець, літературознавець, письменник, журналіст, педагог, доктор філологічних наук, професор, завідувач відділу фольклористики Інституту мистецтвознавства, фольклористики та етнології НАН України.
- Киркевич Віктор Геннадійович — краєзнавець, дослідник історії Києва, колекціонер, літератор, автор понад 500 статей та 27 книг з історії Києва і України, а також путівників, туристичних карт. Заслужений працівник культури України.
- Кот Сергій Іванович — член Правління НСКУ, керівник Центру історико-культурної спадщини України Інституту історії України НАН України, кандидат історичних наук, заслужений працівник культури України.
- Нестуля Олексій Олексійович — голова правління Полтавської обласної організації НСКУ, ректор Полтавського університету економіки і торгівлі, доктор історичних наук, професор, Лауреат Державної премії у галузі науки і техніки України, заслужений працівник освіти України.
- Шакін Микола Іванович — лауреат Премії імені академіка Петра Тронька НСКУ, громадський діяч, письменник, краєзнавець, журналіст, художник.
- Мельничук Богдан Іванович та Уніят Віктор Богданович — за вагому дослідницьку роботу, здійснену впродовж останнього десятиріччя, зокрема, за видання чотиритомного «Тернопільського енциклопедичного словника» (2004—2009) і тритомного енциклопедичного видання «Тернопільщина. Історія міст і сіл» (2014)[9]

### 2016 рік[10]
- Сигидин Михайло Васильович  — заступник декана факультету історії, політології та міжнародних відносин Прикарпатського національного університету ім. В.Стефаника;
- Панченко Олександр Іванович — голова Вченої ради Українського Вільного університету козацтва імені Антона Кущинського, доктор права, адвокат.

### 2017 рік[11]
- Романько Валерій Іванович — голова Донецької обласної організації НСКУ, кандидат педагогічних наук, доцент Донбаського державного педагогічного університету;
- Грідіна Ірина Миколаївна — доктор історичних наук, професор Маріупольського державного університету.

### 2018 рік[12]
- Нерубайський Іван Артемович — член Черкаської обласної організації НСКУ, автор книги «Глибочок над Гірським Тікичем», видання у двох книгах: «Криві Колена крізь терни і роки. В історії села — історія України» та «Криві Коліна: долі людські», інших краєзнавчих праць, художньо-публіцистичних та поетично-пісенних видань.

### 2019 рік[13]
- Вишневський Валерій Євгенійович — член Черкаської обласної організації НСКУ, голова редакційної ради видавництва «Український літопис», кандидат історичних наук, (спів)автор декількох наукових та науково-публіцистичних книг (зокрема, серії «Обереги Черкащини», тритомника «Нариси історії Шевченківського краю», «Черкащини славетні імена» та ін.);
- Рафальський Олег Олексійович — директор Інституту політичних і етнонаціональних досліджень ім. І. Ф. Кураса НАН України, член Президії НСКУ, член-кореспондент НАН України, Почесний краєзнавець України, доктор історичних наук, професор;
- Даниленко Віктор Михайлович — завідувач відділу історії України другої половини ХХ ст. Інституту історії України НАН України, член Президії НСКУ, член-кореспондент НАН України, Почесний краєзнавець України, доктор історичних наук, професор.

### 2020 рік[14]
- Григор'єв Віталій Миколайович — краєзнавець, публіцист, громадський діяч, член Національних спілок журналістів та краєзнавців України автор численних краєзнавчих праць, лауреат регіональних премій імені Олексія Бутовського, Самійла Величка та Володимира Малика;
- Офіцинський Роман Андрійович — історик, доктор історичних наук, професор, автор понад 200 наукових праць, заступник голови правління Закарпатської обласної організації НСКУ;
- Цепенда Ігор Євгенович — доктор політичних наук, професор, ректор Прикарпатського національного університету імені Василя Стефаника, автор понад 70 наукових публікацій з історії українсько-польських відносин ХХ століття та сучасних двосторонніх взаємин України і Польщі, організатор низки міжнародних науково-практичних конференцій, всеукраїнських наукових форумів, лауреат Премії імені академіка Петра Тронька НСКУ (2014).

### 2023 рік
- Милько Володимир Іванович — кандидат історичних наук, прес-секретар НСКУ, військовослужбовець 47-ї ОМБр «Маґура»[15].